# Matthias de Zordo
Matthias de Zordo (* 21. února 1988, Bad Kreuznach, Porýní-Falc) je německý sportovec, atlet, mistr světa a vicemistr Evropy v hodu oštěpem.

## Kariéra
První mezinárodní úspěch vybojoval v roce 2005 na evropském olympijském festivalu mládeže v italském městě Lignano Sabbiadoro, kde získal stříbrnou medaili. O dva roky později se stal v nizozemském Hengelu juniorským mistrem Evropy.
V roce 2010 na evropském šampionátu v Barceloně si ve finále vytvořil výkonem 87,81 metru osobní rekord, čímž vybojoval stříbrnou medaili. O 56 centimetrů dál poslal oštěp jen Andreas Thorkildsen z Norska. Na stupních vítězů je doplnil Fin Tero Pitkämäki (86,67 m).
Největší úspěch své kariéry zaznamenal na MS v atletice 2011 v jihokorejském Tegu, kde vybojoval titul mistra světa. Ve finále předvedl nejdelší hod v první sérii, kde oštěp doletěl do vzdálenosti 86,27 m. Vítězství by mu zajistil i hod z druhé série dlouhý 85,51 m. Stříbro získal Nor Thorkildsen za 84,78 a bronz Kubánec Guillermo Martínez (84,30 m). Na Diamantové lize v Bruselu si poté vylepšil osobní rekord na 88,36 m.
Dne 25. května 2013 si na mítinku v německém Halle přetrhl achillovku na pravé noze a sezóna pro něho předčasně skončila. Zranění ho sužovala již v roce 2012, kdy měl problém s levou paží a nestartoval na evropském šampionátu v Helsinkách. Na Letních olympijských hrách v Londýně poté startoval i bez splněného limitu, když od domácího svazu dostal výjimku. V kvalifikaci však nezaznamenal platný pokus a skončil v poli poražených.